# Mitsubishi Lancer
Mitsubishi Lancer – samochód osobowy klasy kompaktowej produkowany pod japońską marką Mitsubishi pod w latach 1973–2024.

## Pierwsza generacja
Mitsubishi Lancer I zadebiutował podczas salonu motoryzacyjnego w Tokio w 1973 roku. Model miał wypełnić lukę pomiędzy Mitsubishi Minica a Mitsubishi Galant. Wersja 1600 GSR odnosiła spore sukcesy w rajdach.

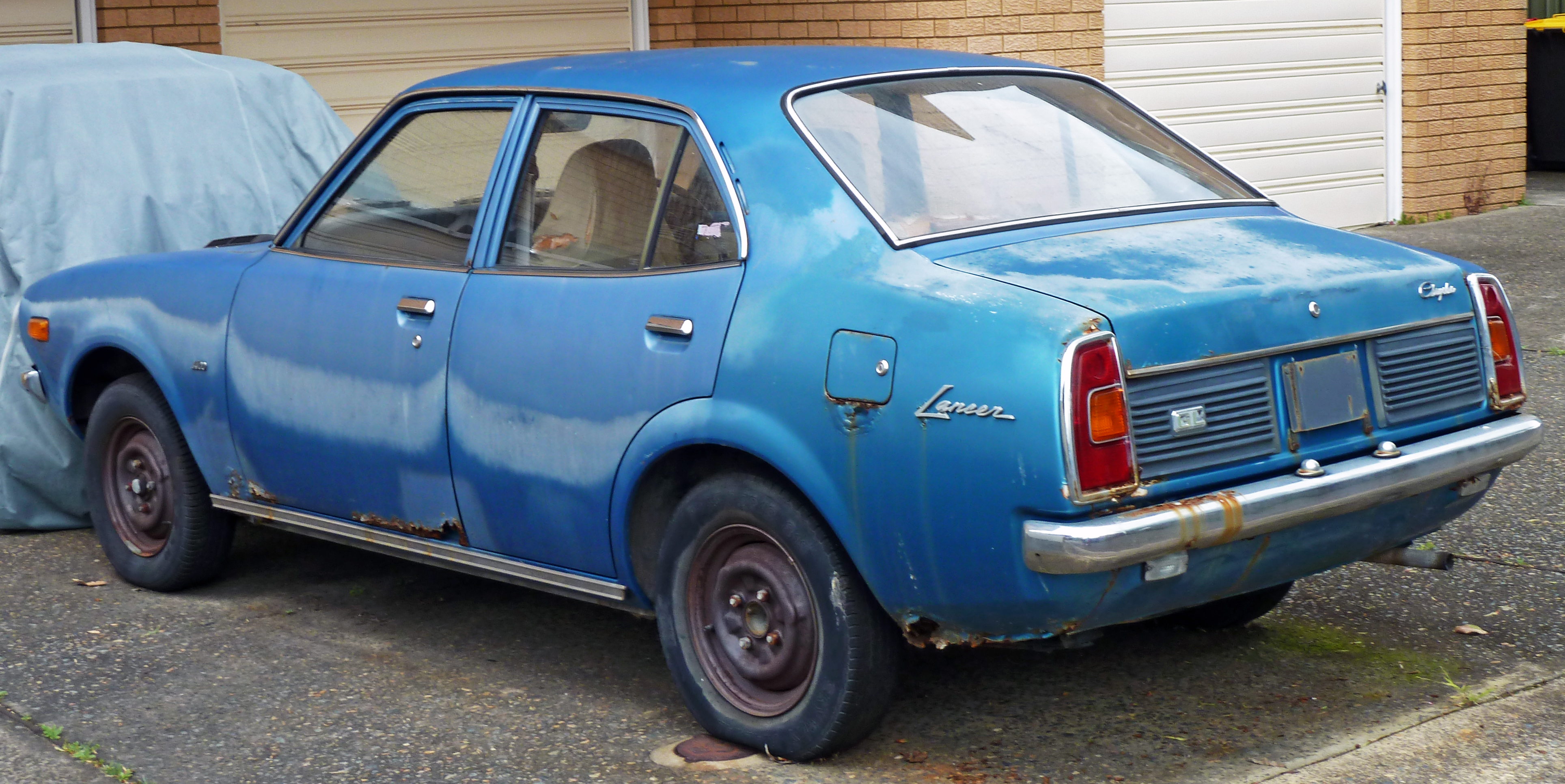
Mitsubishi Lancer w wersji sedan

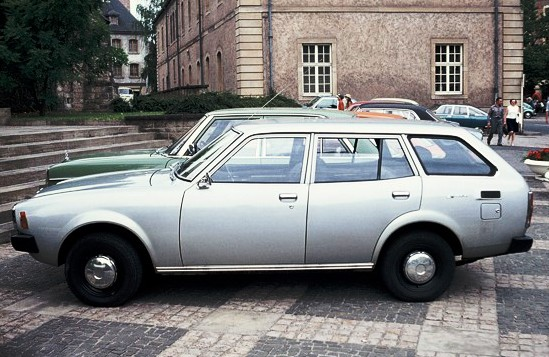
Mitsubishi Lancer w wersji kombi

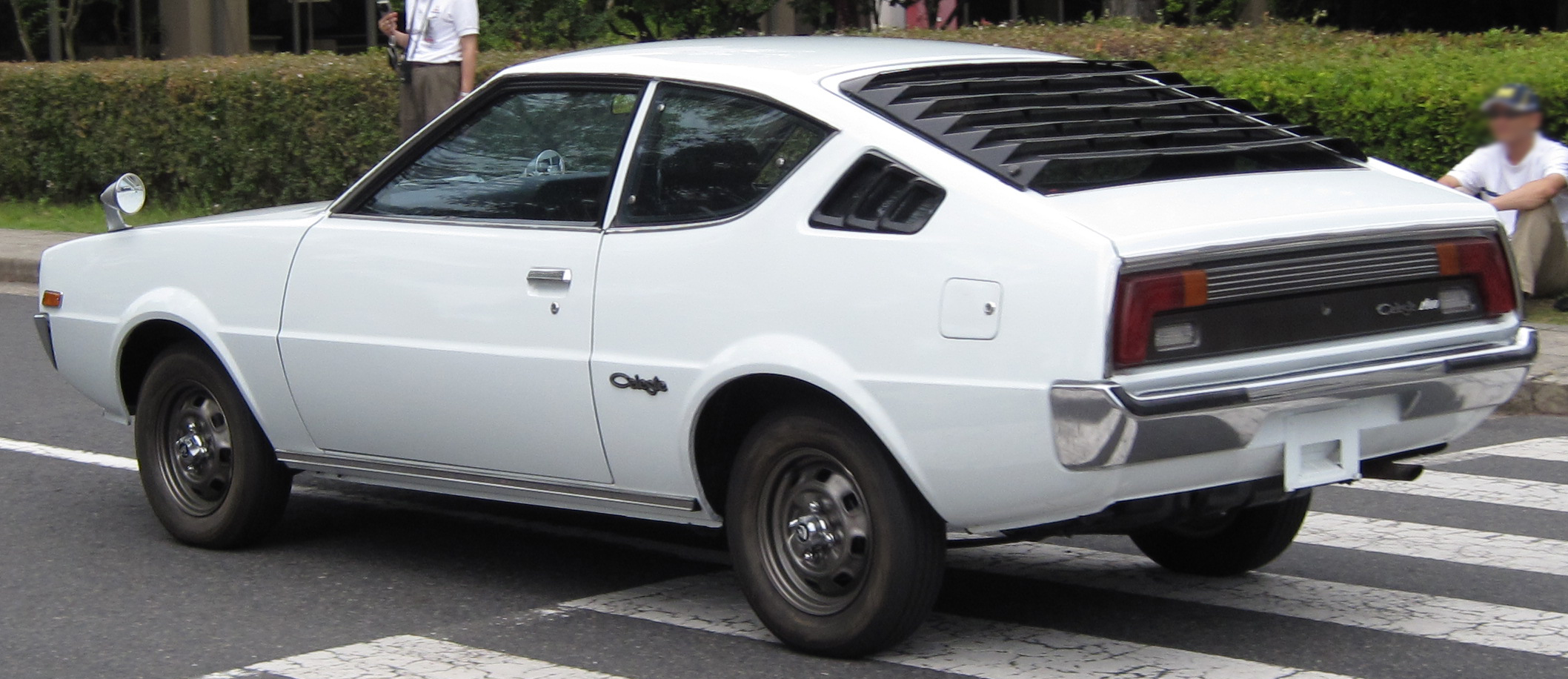
Mitsubishi Lancer Celeste

W 1975 roku oferta została uzupełniona o wersję coupé o nazwie Mitsubishi Lancer Celeste. Była ona sprzedawana również jako Mitsubishi Colt Celeste, w Australii jako Chrysler Lancer Coupe, a w USA jako Plymouth Arrow.

## Druga generacja
Mitsubishi Lancer II zadebiutował podczas targów motoryzacyjnych w Genewie w 1979 roku. Oferowana była pod wyłącznie jako sedan. Występowały również usportowione wersje: Lancer EX 1800GSR, Lancer GT Turbo oraz Lancer EX 2000 Turbo.

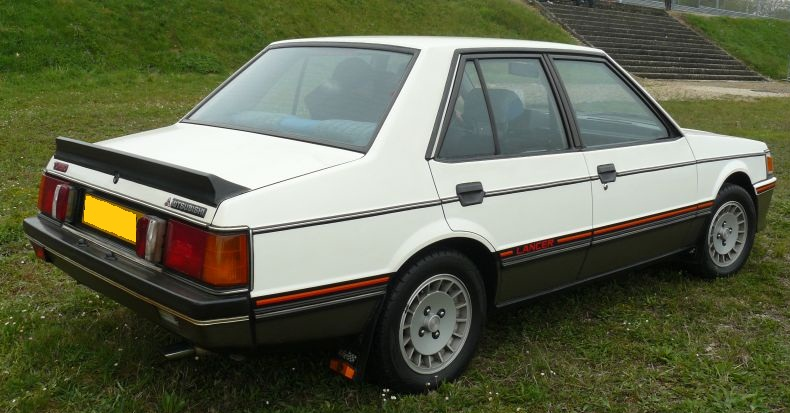
Tył Lancera II

## Trzecia generacja
Mitsubishi Lancer III zadebiutował podczas targów motoryzacyjnych w Melbourne w 1982 roku.

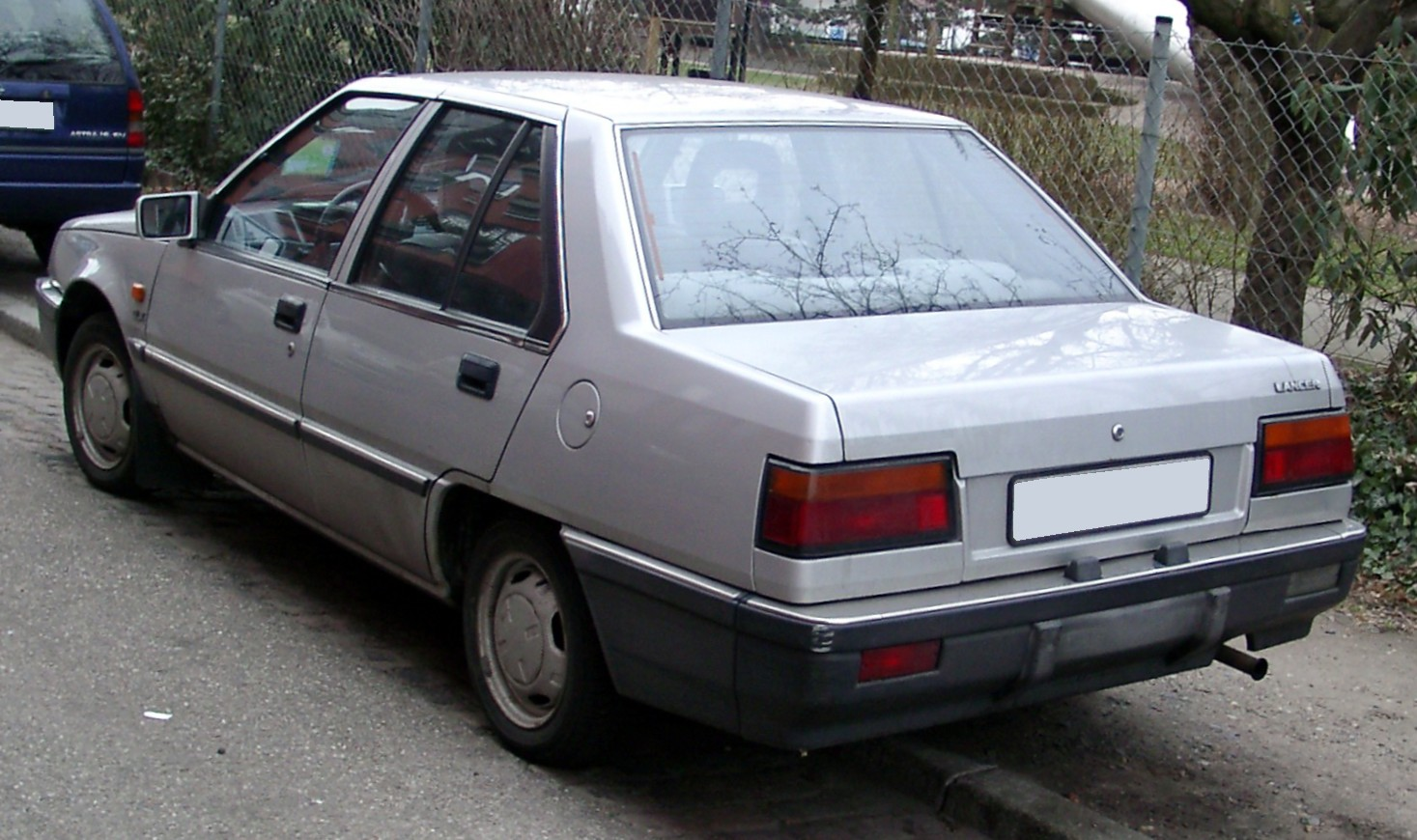
Tył Lancera sedan

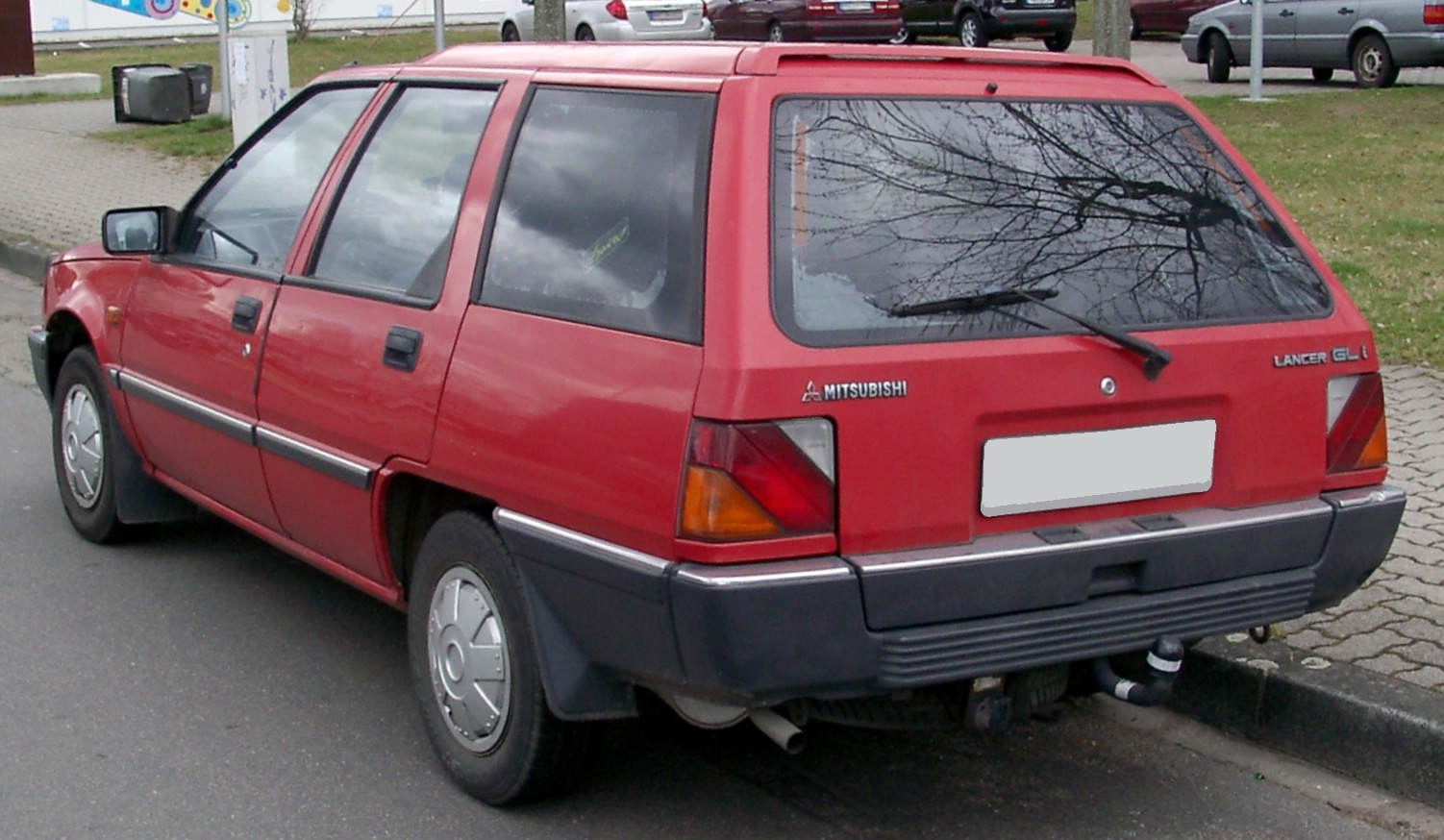
Tył Lancera kombi

Początkowo auto oferowano pod nazwą Mitsubishi Lancer Fiore na bazie Mitsubishi Mirage. Na jego bazie powstał malezyjski Proton Saga/Iswara. Można go spotkać do dziś na malezyjskich ulicach jako taksówka.

## Czwarta generacja
Mitsubishi Lancer IV zadebiutował w 1988 roku. Stylistyką model nawiązuje do modelu Galant.

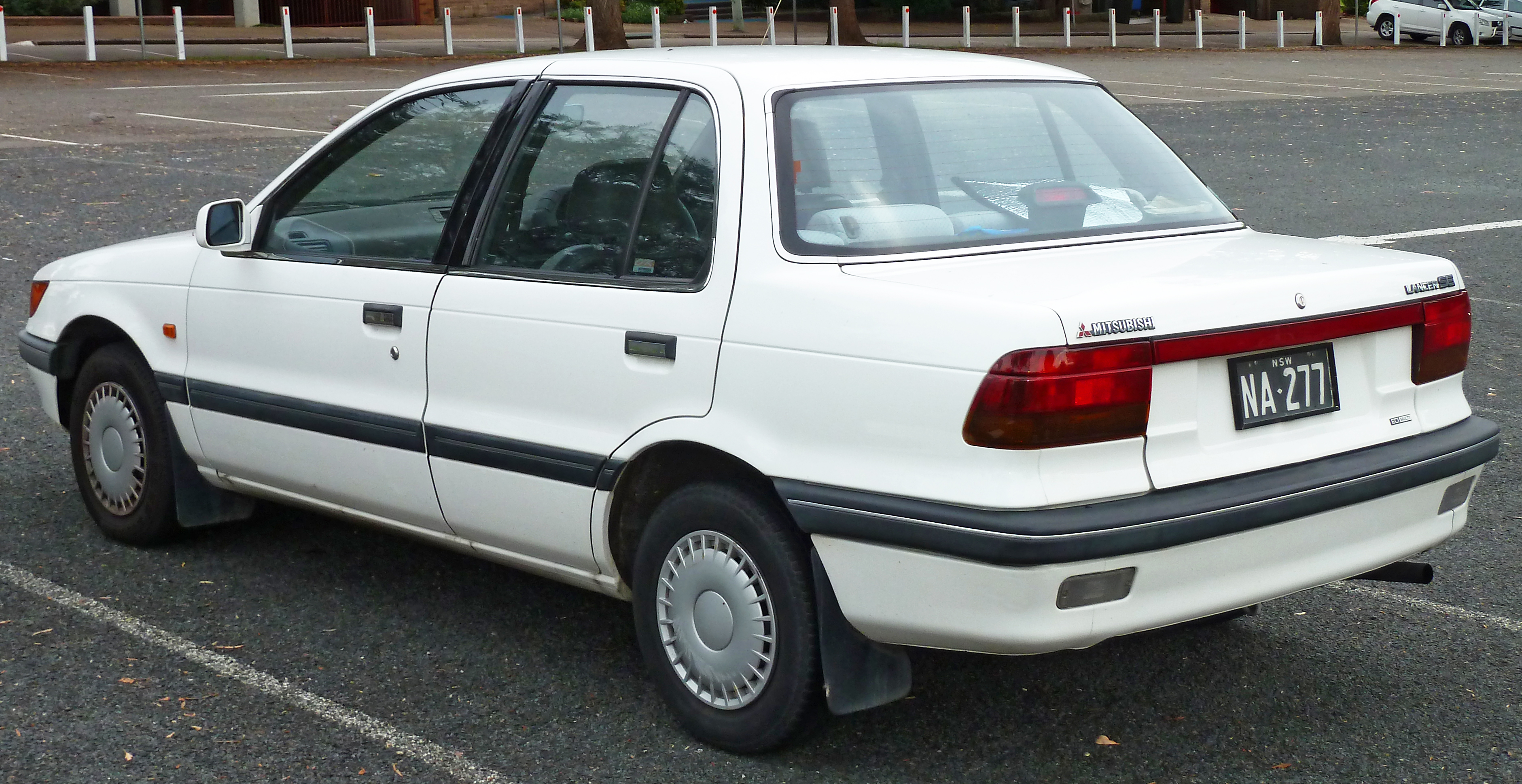
Tył wersji sedan

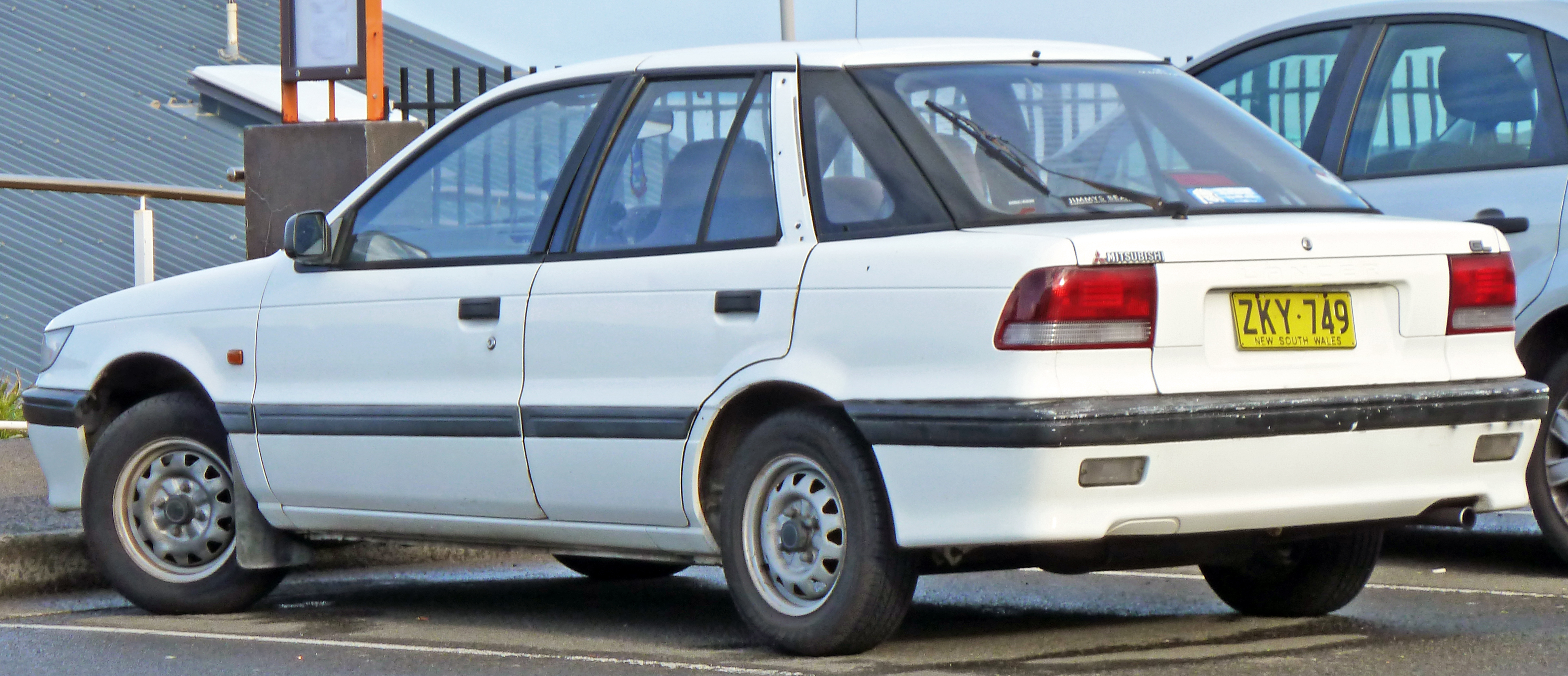
Tył wersji liftback

## Piąta generacja
Mitsubishi Lancer V zadebiutował w 1991 roku podczas targów motoryzacyjnych w Genewie.

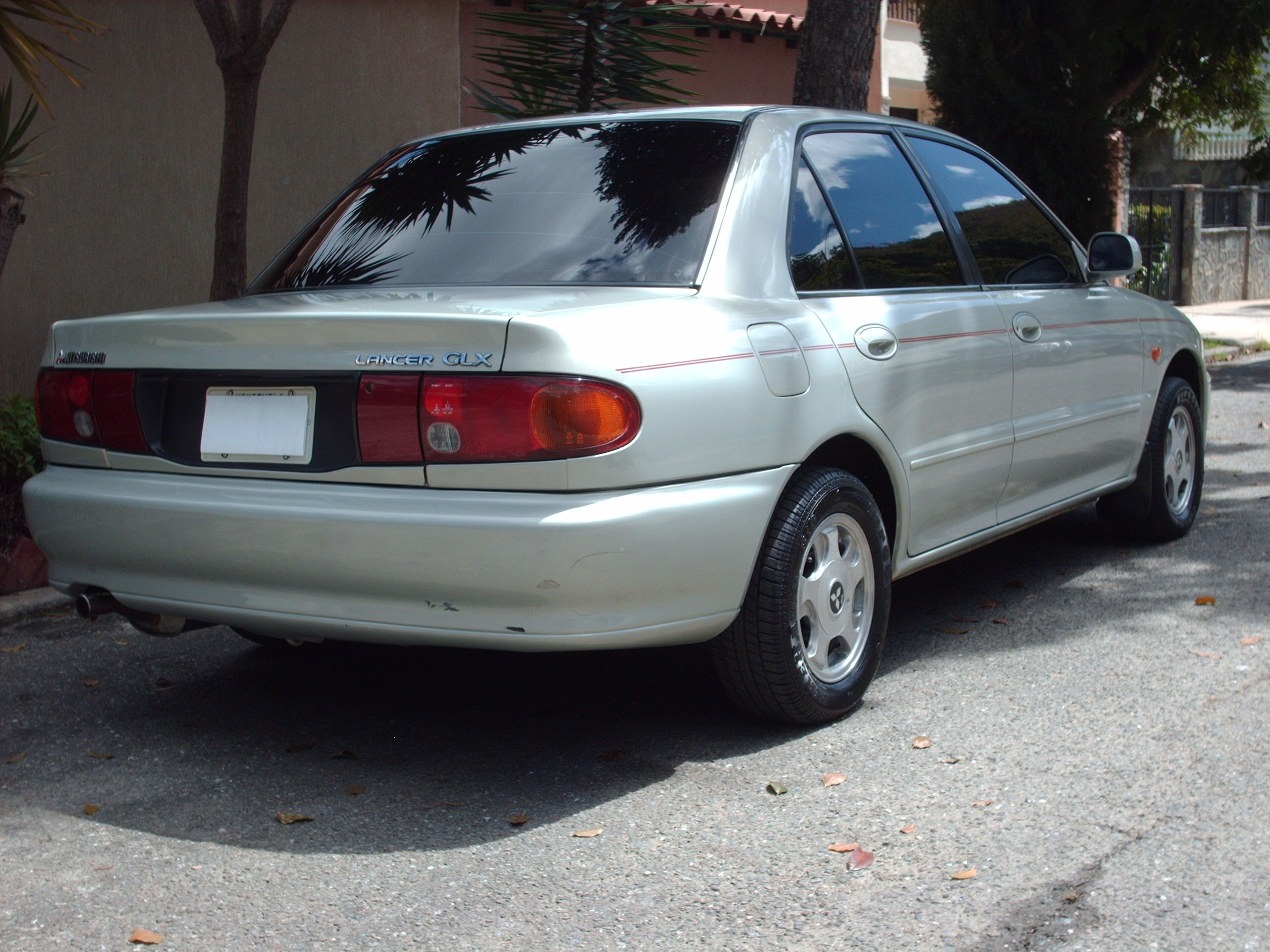
Tył Lancera sedan

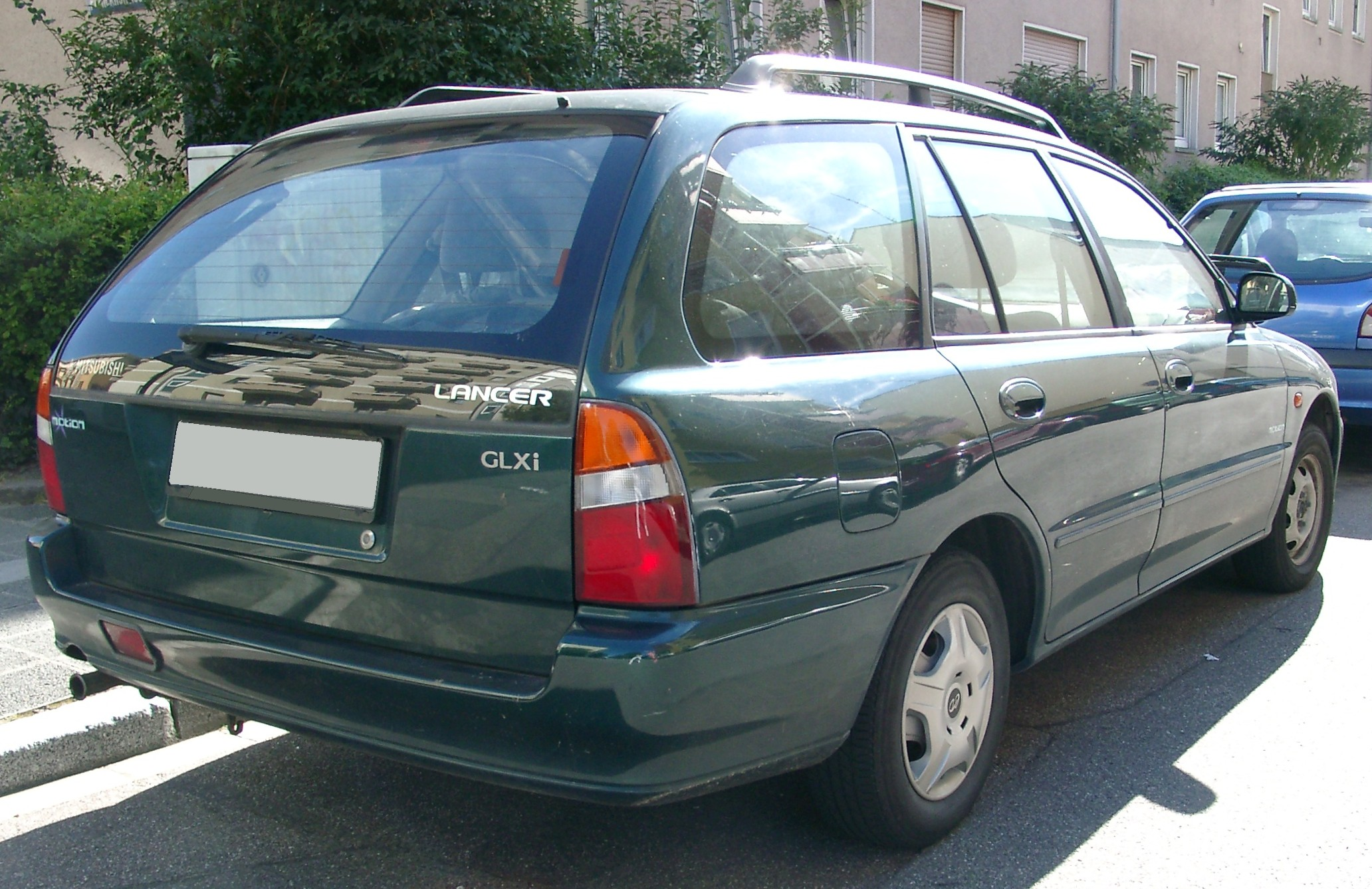
Tył Lancer kombi

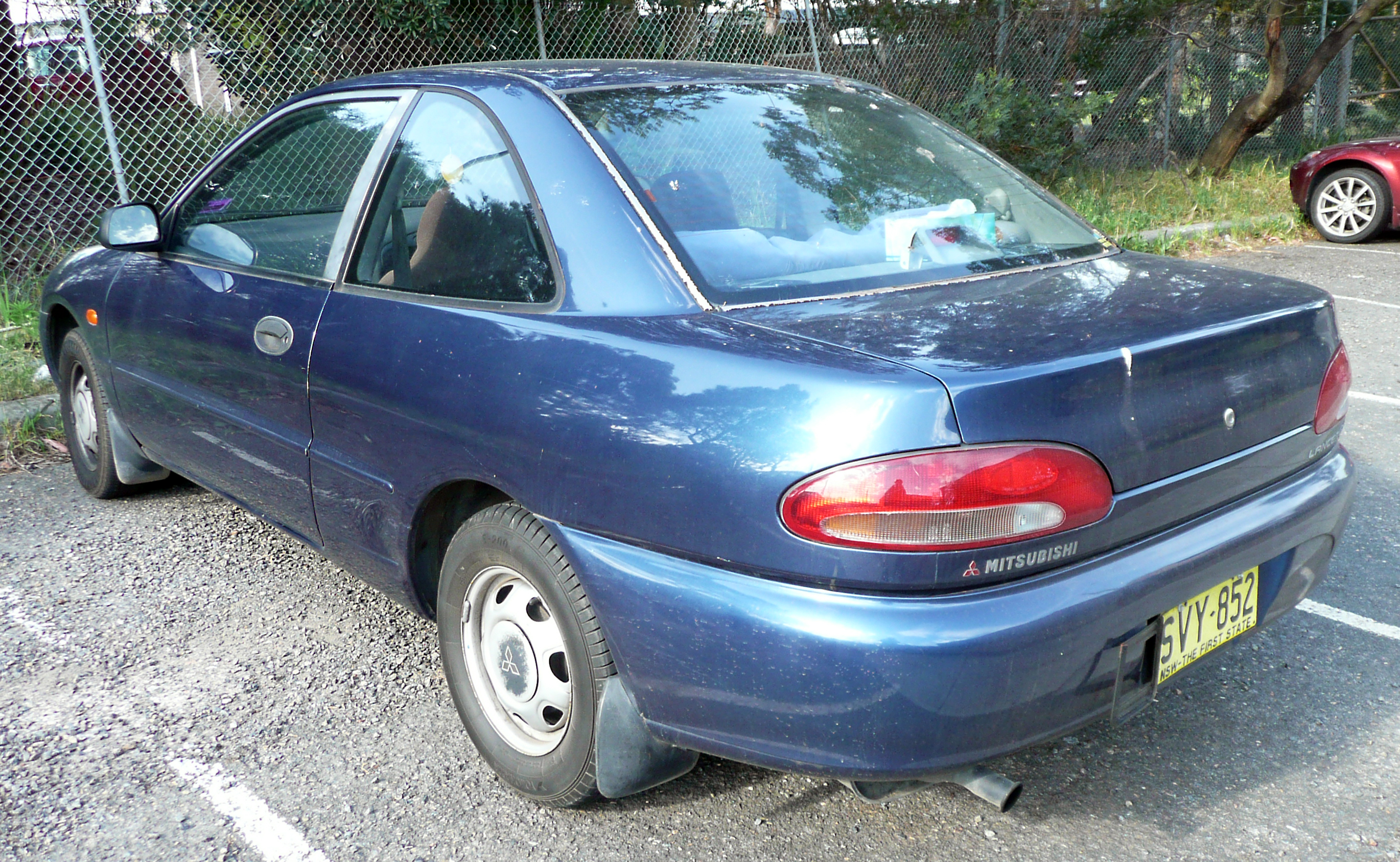
Tył Lancera coupe

W USA model był oferowany jako Eagle Summit. Model był mocno spokrewniony z Mitsubishi Carisma. W Europie model był sprzedawany w latach 1992–1996. Na licencji do maja 2009 roku Lancer V produkowany był jako Proton Wira w Malezji.

## Szósta generacja
Mitsubishi Lancer VI zadebiutował w 1995 roku. Pojazd stworzono w oparciu o poprzednią generację pojazdu.

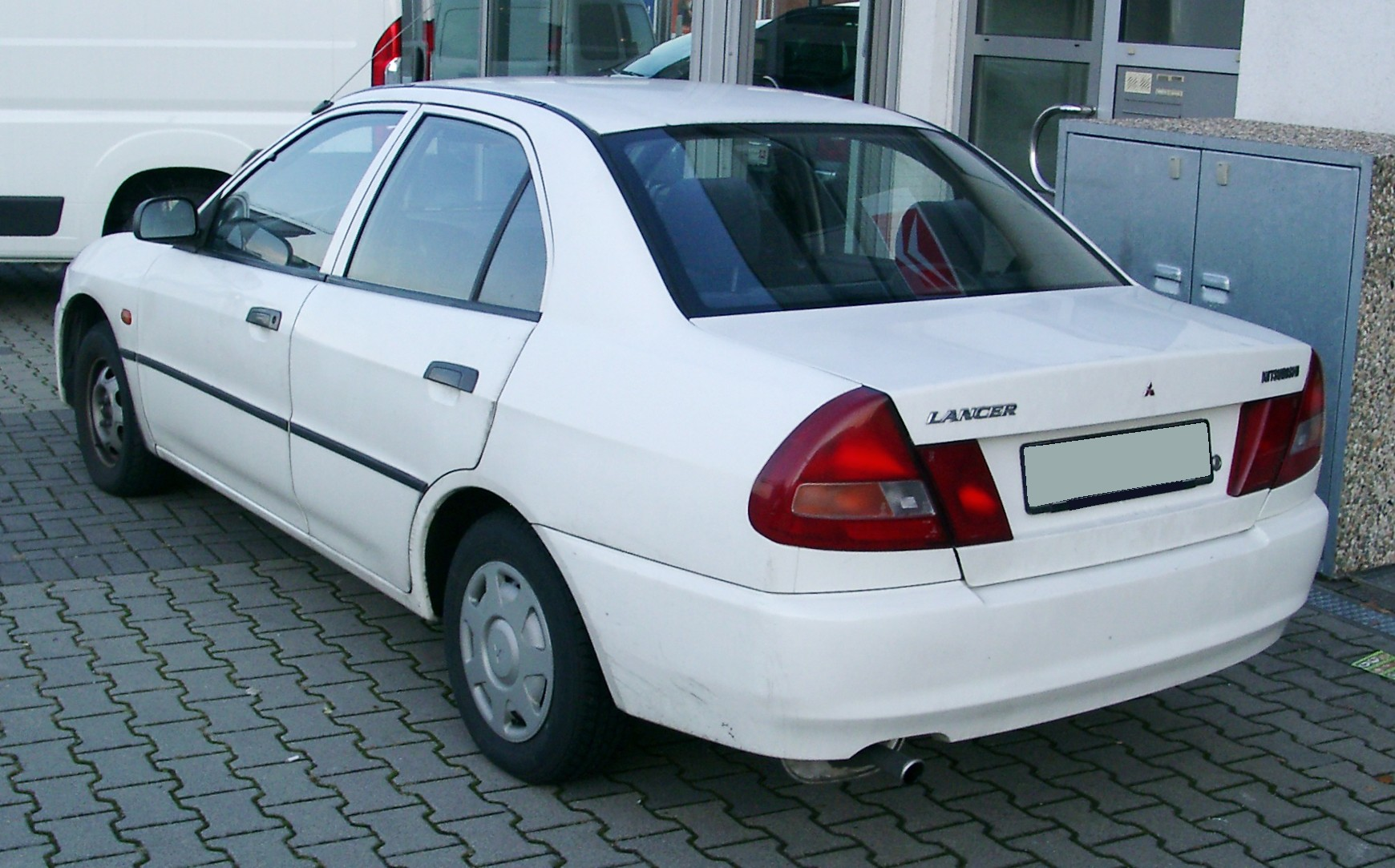
Tył Lancera VI

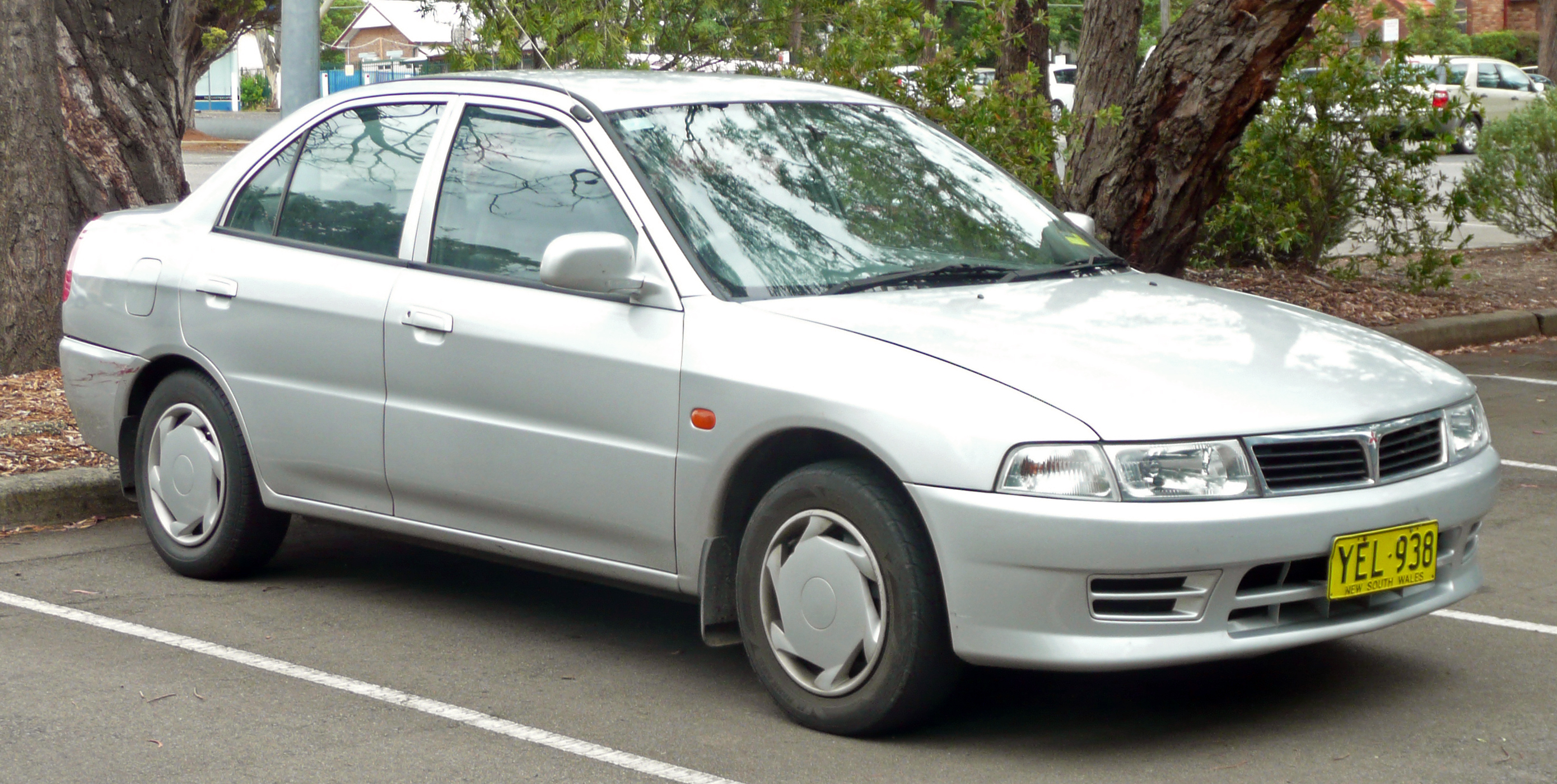
Mitsubishi Lancer VI po liftingu

W latach 1996–2004 model ten zastępował Mitsubishi Carisma na niektórych europejskich rynkach. Nie był oferowany w Polsce, nie licząc pojedynczych poliftingowych egzemplarzy, które jakimś trafem zawieruszyły się do polskich salonów. W każdym razie, Lancery tej generacji są niezwykle rzadkim widokiem na polskich drogach. Modelem typowo przeznaczonym na polski rynek była Carisma. Na Filipinach Lancera VI zwano potocznie „Lancer Pizza” z powodu tylnych świateł przypominających włoską pizzę. Lifting modelu przeprowadzono w 1998 roku, zmieniając maskę, światła oraz grill.

## Siódma generacja
Mitsubishi Lancer VII zadebiutował w 2000 roku. Europejski debiut miał miejsce na Frankfurt Motor Show trzy lata później.

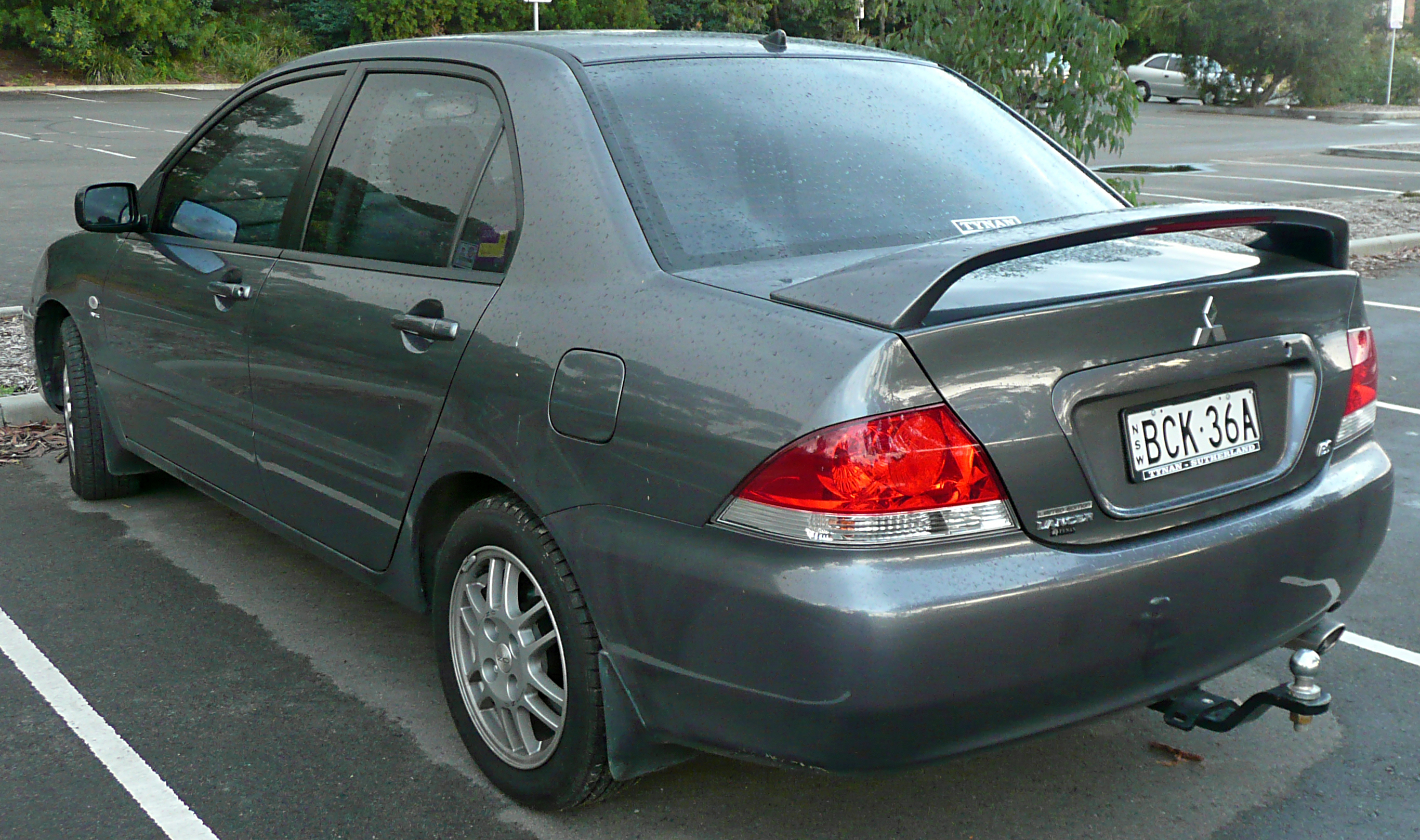
Tył Lancera sedan

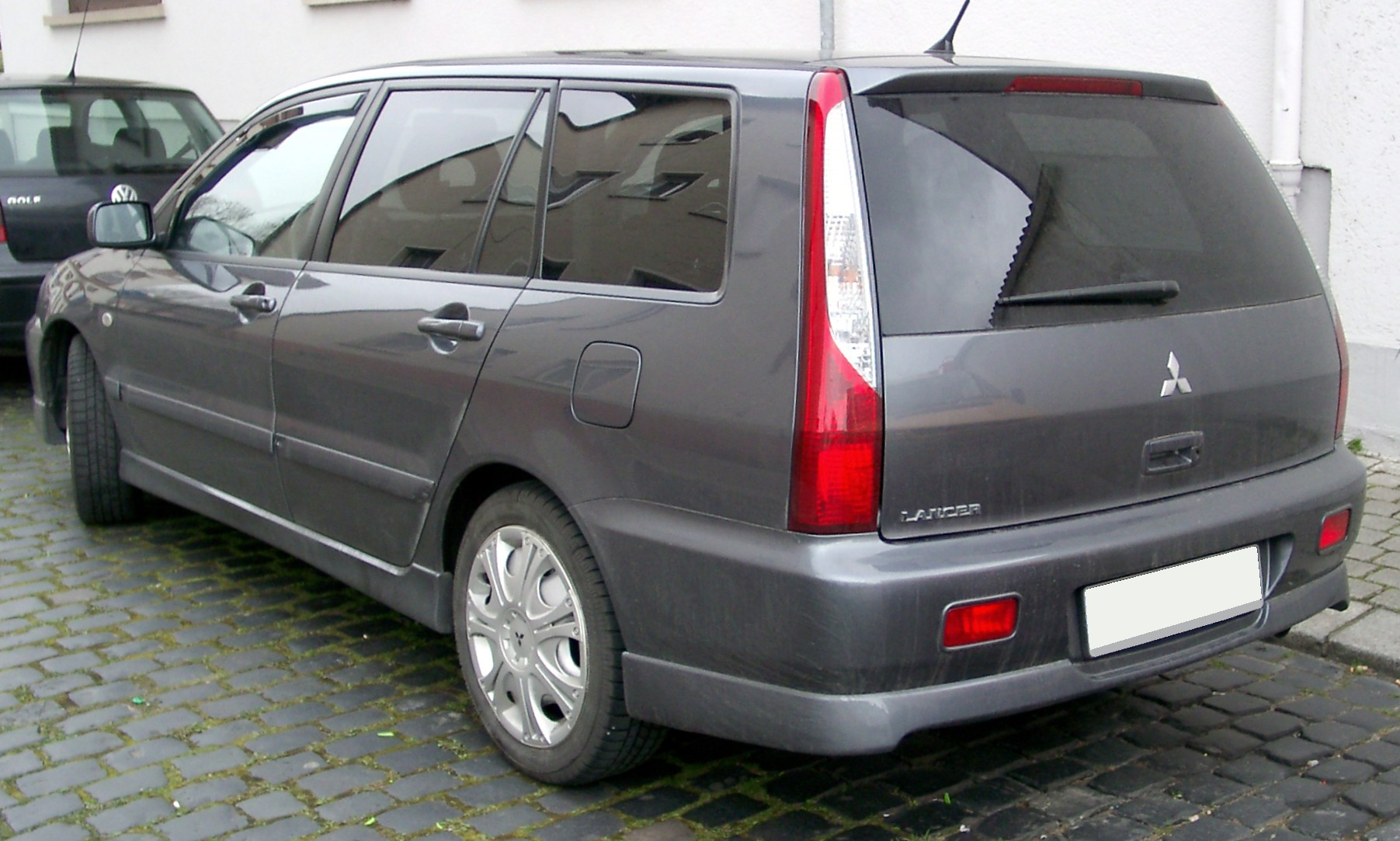
Tył Lancera kombi

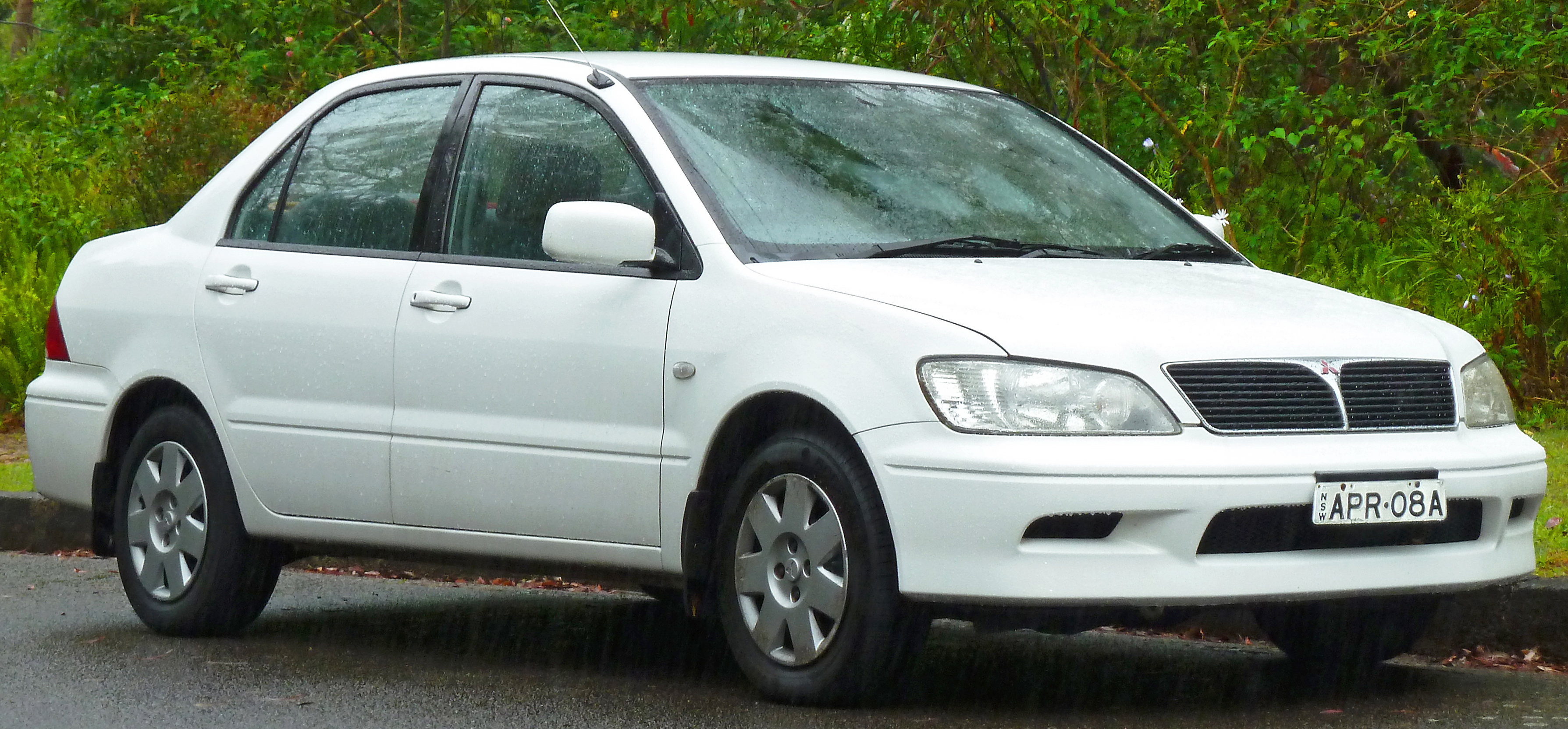
Mitsubishi Lancer VII oferowany na niektórych rynkach np. w Australii

W Japonii model sprzedawano jako Lancer Cedia, a na pozostałych rynkach jako Lancer. W USA model sprzedawano już pod marką Mitsubishi, a nie jak wcześniej po marką Plymouth. Największym konkurentem wersji RailliArt był Subaru Impreza. Pierwszy raz model Mirage nie miał nic wspólnego z Lancerem. Model został zbudowany na bazie Carismy. W Japonii i USA Lancera sprzedawano z różnorodnie wyglądającymi przodami.

## Ósma generacja
Ostatnie wcielenie Lancera, zwane potocznie Mitsubishi Lancer VIII powstało na bazie koncepcyjnego modelu Concept-X zaprezentowanego podczas targów motoryzacyjnych w Tokio w 2005 roku. Seryjną odmianę zaprezentowano dwa lata później w Genewie.

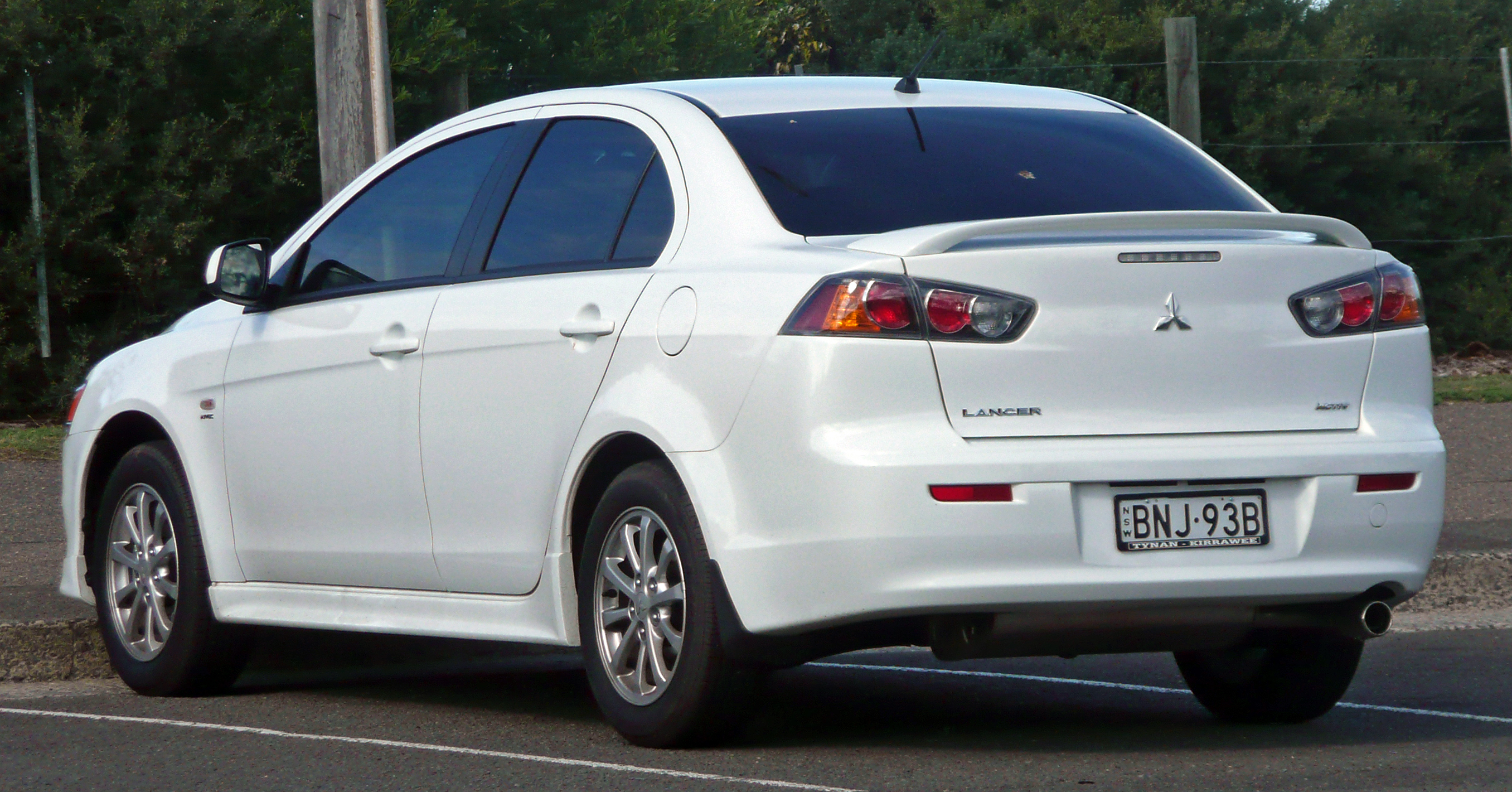
Tył Lancera sedan

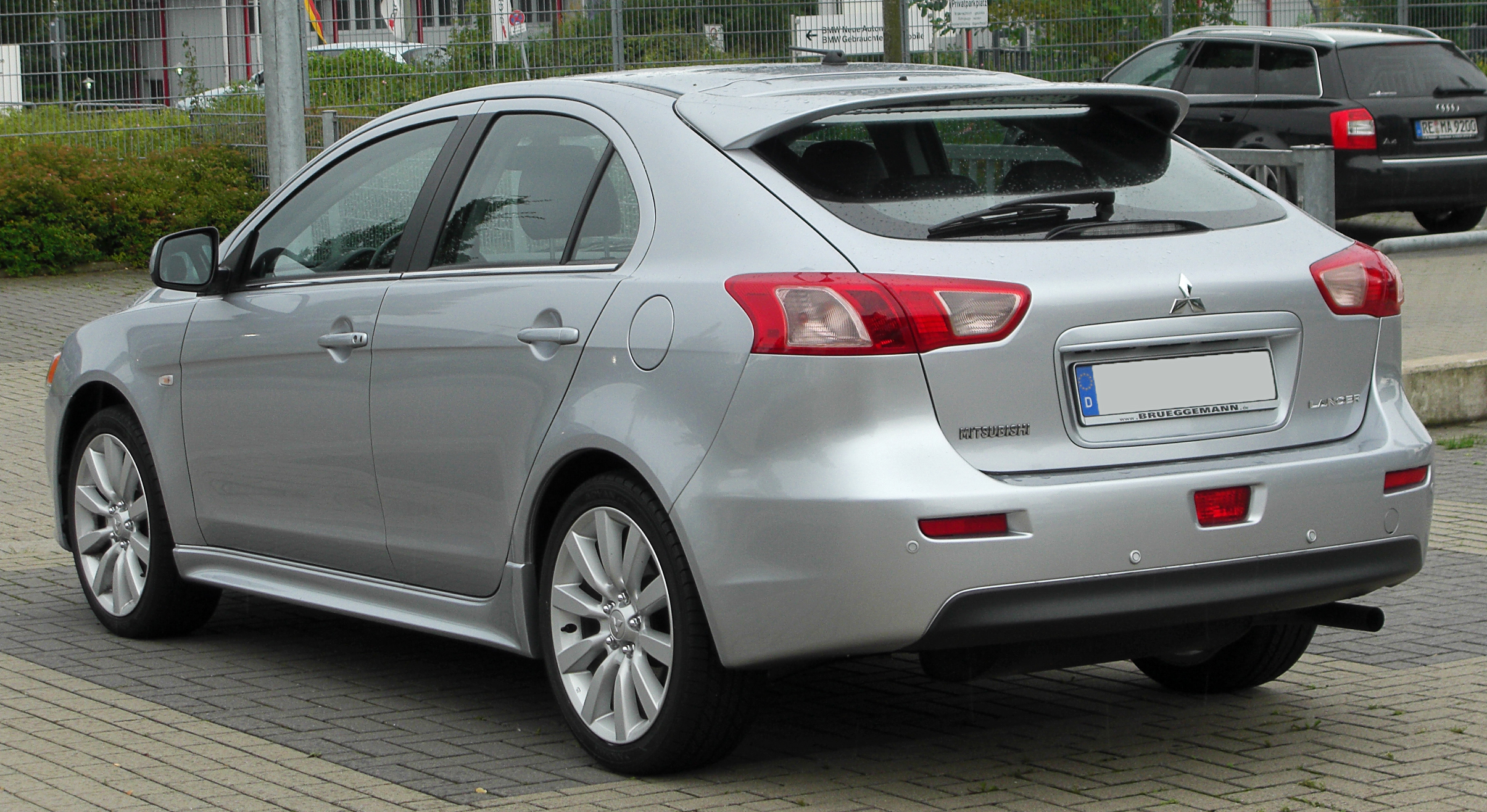
Tył Lancera Sportback

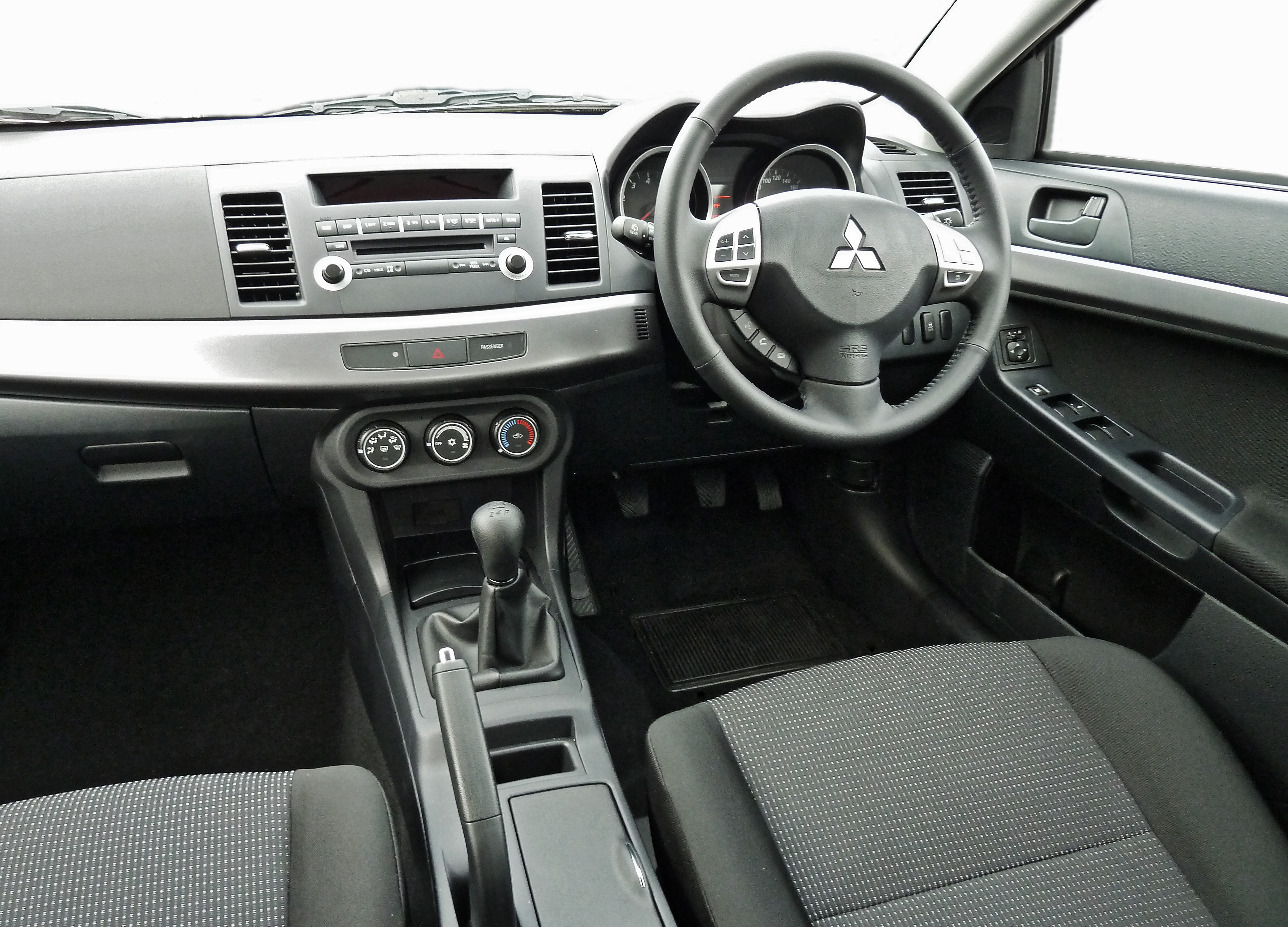
Wnętrze Lancera VIII

Samochód ten powstał na płycie podłogowej „Project Global”, którą wykorzystano m.in. do stworzenia kolejnych generacji Lancera Evolution oraz Outlandera i ASX. Przód pojazdu wyróżnia charakterystyczna dla marki atrapa chłodnicy typu Jet Fighter, która stylistycznie nawiązuje do myśliwca F-2 produkowanego przez Mitsubishi Heavy Industries, która stała się znakiem rozpoznawalnym modeli drogowych marki m.in. Colta, ASX i Outlandera. W 2009 roku na targach samochodowych w Paryżu zaprezentowano odmianę hatchback zwaną Sportback.
W grudniu 2015 roku Mitsubishi ogłosiło, że po 43 latach i ośmiu wcieleniach na początku 2016 roku produkcja Lancera zostanie zakończona bez przewidywanego bezpośredniego następcy i tym samym potwierdziły się spekulacje o braku planów japońskiej marki w kwestii przyszłości ich czołowego modelu. Marka decyzję tę tłumaczy zmianą taktyki, która teraz opierać się będzie na samochodach typu crossover.

### Silniki[2]
| Model                     | Pojemność | Moc                                                                 | Moment obrotowy                            | Lata produkcji |
| ------------------------- | --------- | ------------------------------------------------------------------- | ------------------------------------------ | -------------- |
| Benzyna                   |           |                                                                     |                                            |                |
| 1.5 MIVEC                 | 1499 cm³  | 80 kW (109 PS) przy 6000 min                                        | 143 Nm przy 4000 min                       | 2008 do 2010   |
| 1.6 MIVEC                 | 1590 cm³  | 86 kW (117 PS) przy 6000 min                                        | 154 Nm przy 4000 min                       | od 2010        |
| 1.8 MIVEC                 | 1798 cm³  | 103 kW (140 PS) przy 6000 min                                       | 176 Nm przy 4250 min                       | od 2010        |
| 1.8 MIVEC                 | 1798 cm³  | 105 kW (143 PS) przy 6000 min                                       | 178 Nm przy 4250 min                       | 2007 do 2010   |
| 2.0 MIVEC                 | 1998 cm³  | 110 kW (150 PS) przy 6000 min                                       | 198 Nm przy 4250 min                       | 2007 do 2010   |
| 2.0 MIVEC Turbo Ralliart  | 1998 cm³  | 177 kW (241 PS) przy 6000 min (zastosowana mniejsza turbina)        | 343 Nm przy 2500−4750 min                  | 2009 do 2013   |
| 2.0 MIVEC Turbo Evolution | 1998 cm³  | od 217 kW (295 PS) przy 6500 min do 301.5 kW (410 PS) przy 6500 min | 366 Nm przy 3500 min 542 Nm przy 3,500 min | od 2009        |
| 2.4 MIVEC (USA)           | 2359 cm³  | 126 kW (170 PS) przy 6000 min                                       | 232 Nm przy 4100 min                       | od 2009        |
| Diesel                    |           |                                                                     |                                            |                |
| 1.8 DI-D MIVEC ClearTec   | 1798 cm³  | 85 kW (116 PS) przy 4000 min                                        | 300 Nm przy 2000−2500 min                  | 2010 do 2013   |
| 1.8 DI-D+ MIVEC ClearTec  | 1798 cm³  | 110 kW (150 PS) przy 4000 min                                       | 300 Nm przy 2000−3000 min                  | od 2010        |
| 2.0 DI-D Turbo            | 1968 cm³  | 103 kW (140 PS) przy 4000 min                                       | 310 Nm przy 1750 min                       | 2008 do 2010   |

### Wersje wyposażeniowe
- Inform – klimatyzacja manualna, elektrycznie sterowane szyby, radioodtwarzacz MP3, system kontroli trakcji, 9 poduszek powietrznych
- Invite – klimatyzacja automatyczna, 16-calowe alufelgi, skórzana multimedialna kierownica
- Intense – 18-calowe alufelgi, chromowana atrapa chłodnicy
- Instyle – skórzana tapicerka, ksenonowe reflektory
- Instyle Navi – wersja Instyle wzbogacona o system nawigacji satelitarnej

## Dziewiąta generacja

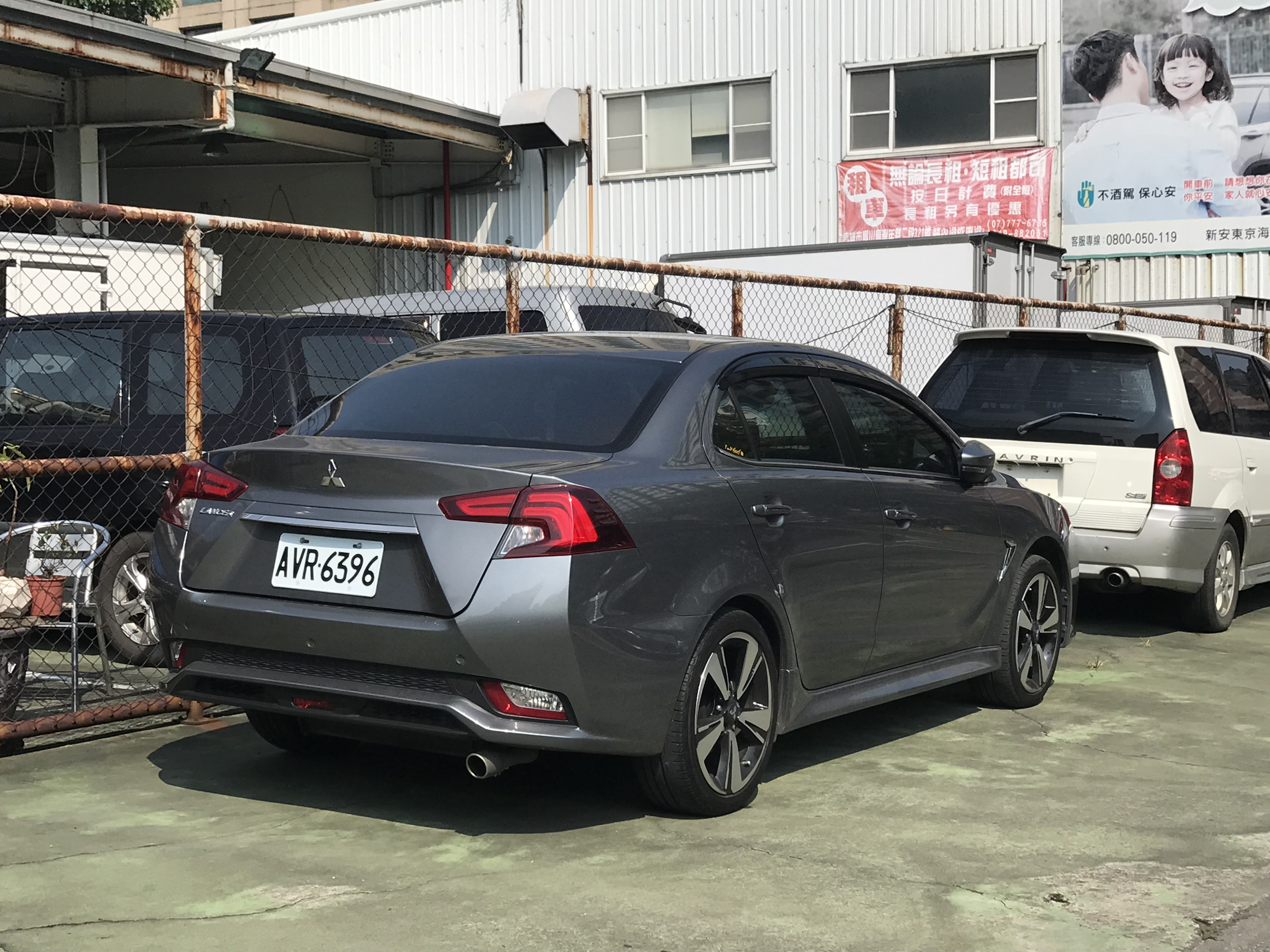
Mitsubishi Lancer IX – tył

Mitsubishi Lancer IX zostało zaprezentowane po raz pierwszy na początku 2017 roku. 
Po raz pierwszy w historii samochód był sprzedawany tylko w Chinach i na Tajwanie. Samochód nie był nigdzie oferowany poza tymi dwoma rynkami. Na Tajwanie pojazd sprzedawany od lutego 2017 roku otrzymał nazwę modelu Grand Lancer, a dziewiąta generacja był sprzedawana jako Lancer EX na rynku chińskim. W 2024 roku nastąpiło całkowite wycofanie modelu.